# Ashong
Ashong is een dorp in de Nord-Ouest provincie, in het westen van Kameroen. De gemiddelde temperatuur is 26.1°C en de gemiddelde jaarlijkse neerslag 1534,4 millimeter. 